# العافية في مكان العمل
يقصد بالعافية في مكان العمل القيام بأي نشاط لزيادة الصحة في مكان العمل أو سياسة تنظيمية صممت لتفعيل  السلوك الصحي في مكان العمل وتحسين النتائج الصحية.حيث يطلق على هذا المصطلح خارج الولايات المتحدة باسم «رفاهية الشركة» وغالبًا ما تشتمل العافية في مكان العمل على أنشطة مختلفة مثل التثقيف الصحي والفحوصات الطبية وبرامج إدارة الوزن وبرامج أو مرافق اللياقة البدنية في موقع العمل
يتم تصنيف برامج العافية في مكان العمل على أنها جهود وقائية أولية أو ثانوية أو ثالثية، ويستطيع صاحب العمل تنفيذ البرامج التي تحتوي على عناصر متعددة من الوقاية وتستهدف برامج الوقاية الأولية عادة الموظفين الأصحاء إلى حد ما  وتشجعهم على الاختلاط  بشكل متكرر في السلوكيات الصحية التي تشجع على استمرار الصحة الجيدة (مثل إدارة الإجهاد، والتمارين الرياضية، والأكل الصحي) وتهدف برامج الوقاية الثانوية إلى الحد من السلوك الذي يعتبر عامل خطر لصحة سيئة مثل برامج الإقلاع عن التدخين وفحوصات ارتفاع ضغط الدم وتعالج البرامج الصحية من الدرجة الثالثة المشكلات الصحية الحالية على سبيل المثال تستخدم البرامج الصحية من الدرجة الثالثة في تشجيع الموظفين على الالتزام بشكل أفضل بأدوية معينة أو إرشادات رعاية ذاتية الإدارة
غالبًا ما تشجع وتدعم الشركات هذه البرامج لأنها تعتقد أن هذه البرامج من شأنها أن توفر أموال الشركات على المدى الطويل من خلال تحسين الصحة والروح المعنوية والإنتاجية للموظفين.على الرغم من أن الأبحاث الحالية غير دقيقة  حول ما إذا كانت هذه البرامج توفر مدخرات صافية فعلا
تشمل الأمثلة غير المثيرة للجدل للسياسات التنظيمية للعافية في مكان العمل السماح بمرونة الوقت لممارسة الرياضة، وتوفير مطبخ في الموقع ومناطق لتناول الطعام، وتقديم خيارات طعام صحي في آلات البيع، وعقد اجتماعات «المشي والتحدث»، وتقديم الحوافز المالية وغيرها من الحوافز للمشاركة. في السنوات الأخيرة، تم توسيع نطاق العافية في مكان العمل من تدخلات فردية لتعزيز الصحة لخلق بيئة صحية أكثر شمولاً بما في ذلك، على سبيل المثال، معايير البناء والتصميم الداخلي لتعزيز النشاط البدني. مع وجود مجموعة متزايدة من الأبحاث حول التصميم الحيوي، وجد أيضًا أن تضمين العناصر الحية أو وجهات النظر في الطبيعة في بيئة مكتبية يزيد الرفاهية بنسبة 15٪ والإنتاجية بنسبة 6٪ والإبداع بنسبة 15٪. كان هذا التوسع إلى حد كبير في خلق وصول أكبر ودعم قيادي من القادة في الشركات المشاركة.
المعلومات التالية تم أخذها من ملخص النتائج لمؤسسة عائلة كايزر لعام 2016 من أجل توفير المعلومات الحالية حول المزايا الصحية التي يجب أن يرعاها صاحب العمل حيث تجري مؤسسة عائلة كايزر وصندوق البحوث الصحية والتعليم مسحًا سنويًا للقطاع الخاص وأرباب العمل غير الفيدراليين الذين لديهم ثلاثة عمال أو أكثر
يقدم العديد من أصحاب العمل برامج لتعزيز الصحة والعافية لمساعدة الموظفين على تحسين صحتهم وتجنب السلوكيات غير الصحية وتقدم كل من الشركات الصغيرة والكبيرة برنامج واحد على الأقل في المجالات التالية: الإقلاع عن التدخين أو إدارة الوزن أو التدريب السلوكي أو أسلوب الحياة وتقدم هذه الخدمات بنسبة 46% في الشركات الصغيرة و 83٪ في الشركات الكبيرة. أفاد 3٪ من الشركات الصغيرة و 16٪ من الشركات الكبيرة بجمع المعلومات الصحية من الموظفين من خلال أجهزة يمكن ارتداؤها مثل ساعة أبل الرياضية. قدمت 42 ٪ من الشركات الكبيرة التي لديها برامج الصحة والعافية حوافز مالية للموظفين للمشاركة في البرنامج أو إكماله. من بين معظم الشركات الكبيرة التي لديها حافز لاستكمال برامج الصحة والعافية وتشمل الحوافز: مساهمات أقساط أقل أو تقاسم التكاليف (34٪ من الشركات)؛ النقد والمساهمات في حسابات التوفير المتعلقة بالصحة أو البضائع (76٪ من الشركات)؛ نوع آخر من الحوافز (14٪ من الشركات). تفصل بعض الشركات الحوافز المالية لبرامج مختلفة وبعضها الآخر لديه حوافز تتطلب المشاركة في أكثر من نوع واحد من البرامج (على سبيل المثال، إكمال التقييم والمشاركة في نشاط تعزيز الصحة).
هناك أنواع مختلفة من برامج الصحة المقدمة في الشركات على سبيل المثال يمكن أن تساعد برامج الفحص البيومترية في تحديد عوامل الخطر القلبية الوعائية لدى العملاء وتميل الشركات أو الأعمال التجارية الكبيرة حجمًا إلى تسهيل المزيد من حالات برامج الفحص البيومترية ويمكن أن يكون هذا جزئيًا إلى مقدار الدعم القيادي الذي يشجعه قادة الشركة ثم يتلقاها الموظفون  بالإضافة إلى ذلك، فإن التركيز بشكل أكبر على بناء تجربة أكثر تخصيصًا هو اتجاه رئيسي للعافية في مكان العمل لعام 2018.

## عرض الأسباب
هناك العديد من الأسباب التي تشجع على  تطبيق برامج العافية في مكان العمل فعلى سبيل المثال يقضي العديد من الأمريكيين معظم وقتهم في مكان العمل بالإضافة إلى ذلك فإن تكلفة الرعاية الصحية في ارتفاع مستمر نتيجة للأمراض المزمنة في الولايات المتحدة لذلك يمكن أن تساعد برامج الصحة في مكان العمل في تخفيف هذه التكلفة حيث يُعتقد أن برامج العافية في مكان العمل قد تقلل أيضًا من التكلفة الإجمالية للرعاية الصحية للمشاركين وأصحاب العمل
لسوء الحظ  بعد عدة دراسات  ثبت أن برامج العافية في مكان العمل لا تمنع عوامل الخطر الصحية المشتركة الرئيسية على وجه التحديد للأمراض القلبية الوعائية والسكتة الدماغية لأن منع هذه المخاطر الصحية الرئيسية من خلال برامج العافية في مكان العمل لا يمكن أن تساعد في تقليل التكاليف لكلا الطرفين لذا فإن تنفيذ هذه البرامج يعد مثير للجدل في بعض الأحيان

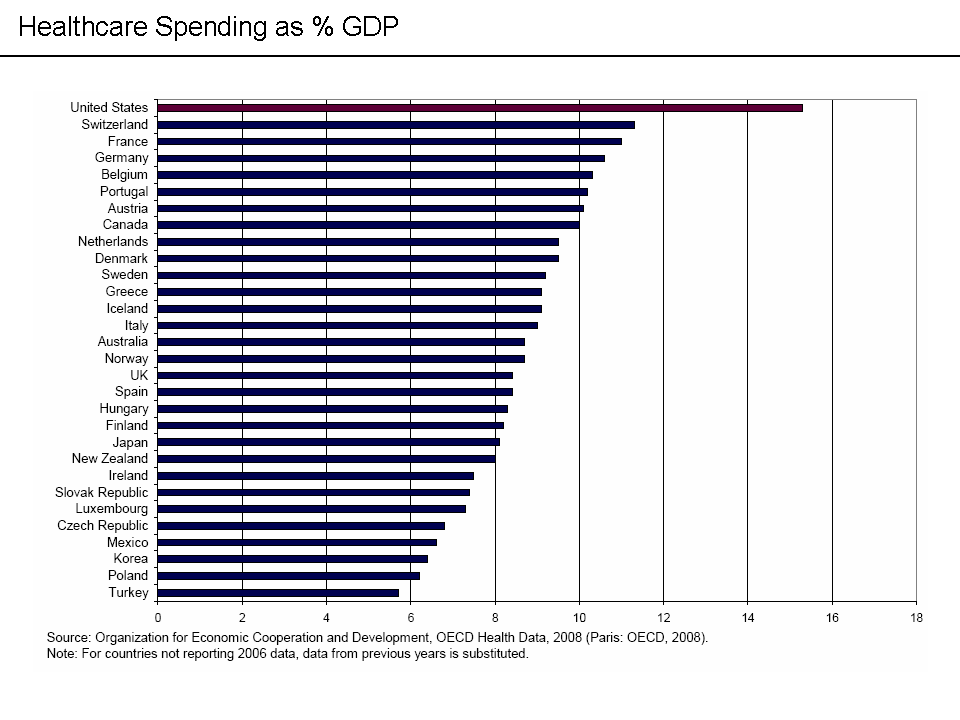

بما أن الهدف من برامج الصحة في مكان العمل هو تحسين صحة الموظفين  فقد لجأ العديد من أرباب العمل في الولايات المتحدة لمساعدة الموظفين في التخفيف من تأثير الزيادات الهائلة في أقساط التأمين الصحي  التي شهدناها فالعقد الماضي. حيث قام بعض أصحاب العمل في تغيير المبلغ الذي يدفعه موظفوهم للتأمين الصحي بشرط المشاركة في هذه البرامج. قد تؤدي استراتيجيات تحويل التكلفة من خلال المدفوعات المشتركة العالية أو التأمين المشترك  إلى خلق حواجز تمنع المشاركة في الفحوصات الصحية الوقائية أو تؤدي إلى تقليل الالتزام بالأدوية. كانت هناك نظرية في السابق تقول أنه مقابل كل دولار ينفق على برامج الصحة في موقع العمل قد تنخفض التكاليف الطبية بمقدار 3.27 دولارًا أمريكيًا ولكن تم رفض هذه الفرضية من قبل أحد مؤلفي الدراسة الذي يعمل في المكتب الوطني للبحوث الاقتصادية
وتعد أسباب زيادة تكاليف الرعاية الصحية على أرباب العمل هو ارتفاع الأمراض المرتبطة بالسمنة الناتجة عن قلة النشاط البدني أما السبب الآخر هو تأثير القوى العاملة المسنة والزيادة المرتبطة بها في الحالات الصحية المزمنة التي تؤدي إلى زيادة الاستفادة من الرعاية الصحية. قدرت التكاليف الصحية في عام 2000 لزيادة الوزن والسمنة في الولايات المتحدة بحوالي 117 مليار دولار حيث تساهم السمنة كل عام في حدوث ما يقدر بـ 112000 حالة وفاة ووجدت دراسة أجرتها جامعة شرق كارولينا على الأفراد الذين تبلغ أعمارهم 15 عامًا أو أكثر دون قيود جسدية أن متوسط التكاليف الطبية المباشرة السنوية كانت 1019 دولارًا لأولئك الذين يمارسون النشاط البدني بانتظام و 1349 دولارًا لأولئك الذين أبلغوا عن عدم نشاطهم وتزيد زيادة الوزن من تكاليف الرعاية الصحية للفرد سنويًا بمقدار 125 دولارًا  بينما تزيد السمنة من التكاليف بمقدار 395 دولارًا ووجدت دراسة استقصائية أخرى لموظفي وزارة الصحة والخدمات الإنسانية في ولاية كارولينا الشمالية أن حوالي 70 سنتًا من كل دولار ينفق للرعاية الصحية وعلى علاج الموظفين الذين يعانون من حالة مزمنة أو أكثر يمكن أن يعزى ثلثاها إلى ثلاثة عوامل خطر رئيسية تتعلق بنمط الحياة: الخمول البدني وسوء التغذية وتعاطي التبغ. وينفق الموظفون البدينون 77 في المائة على الأدوية أكثر من الموظفين غير البدينين على الرغم من أن 72 في المائة من تلك المطالبات الطبية للحالات كان يمكن الوقاية منها
وفقا للقوى العاملة الصحية لعام 2010 وهو جهد مشترك بين الشراكة الأمريكية للوقاية وغرفة التجارة الأمريكية صرحت بأن المنظمات تحتاج  إلى النظر إلى صحة الموظفين من حيث الإنتاجية بدلاً من اعتبارها تمرينا في إدارة تكاليف الرعاية الصحية حيث أظهر الانضباط الناشئ لإدارة الصحة والإنتاجية أن الصحة والإنتاجية مرتبطان ارتباطًا وثيقًا ببعضهم البعض وأن القوى العاملة الصحية تؤدي إلى تحقيق أرباح صحية من خلال أن الحالة الصحية يمكن أن تزيد من أداء العمل اليومي على سبيل المثال  الحضور ولها أيضا تأثير سلبي على مخرجات الوظيفة وجودتها. التوصيات الحالية لأصحاب العمل ليست فقط لمساعدة الموظفين غير الأصحاء على أن يصبحوا أصحاء ولكن أيضًا للحفاظ على الموظفين الأصحاء من الإصابة بالمرض حيث يتم تشجيع أرباب العمل على تنفيذ البرامج على الموظفين بما في ذلك تقييمات المخاطر الصحية والفحوصات الصحية بالتزامن مع التدخلات المستهدفة
ومع ذلك، تظهر مجموعة كبيرة ومتنامية من الأبحاث أن الصحة في مكان العمل لها آثار ضارة على صحة الموظف أكثر من الفوائد وأنه لا توجد مدخرات على الإطلاق. في الواقع  اعترف الفائز الأخير بجائزة الصناعة لأفضل برنامج للعمل  بانتهاك الإرشادات السريرية واختلاق تحسين في النتائج.

## الفوائد
لا يهدف الاستثمار في برامج الصحة في مواقع العمل إلى تحسين الإنتاجية التنظيمية والعروض التقديمية فحسب بل إنه يوفر أيضًا مجموعة متنوعة من الفوائد المرتبطة بتوفير التكاليف وتوافر الموارد حيث أشارت دراسة أجراها جونسون  إلى أن برامج العافية وفرت للمنظمات ما يقدر بنحو 250 مليون دولار من تكاليف الرعاية الصحية بين عامي 2002 و 2008 وأشارت برامج العافية في مكان العمل التي أجريت على موظفي أمراض القلب والأوعية الدموية عالية الخطورة إلى أنه في نهاية تجربة كانت مدتها ستة أشهر أنه تم تقييم النسبة المئوية للموظفين إلى حالة منخفضة المخاطر ولم يتلق هؤلاء الأفراد تثقيفًا صحيًا لإعادة تأهيل القلب بل تلقوا تدريبات أيضًا على كيفية القيام بذلك. كشفت الدراسات التي أجرتها وزارة الصحة والخدمات الإنسانية الأمريكية أن المنظمات التي أدرجت مكونات التمارين في برامجها الصحية لم تقلل تكاليف الرعاية الصحية بنسبة 30٪ فحسب، بل حسنت أيام العمل الضائعة بنسبة 80٪. وبالتالي، فقد ثبت أن الاستثمار في الممارسات الصحية الوقائية ليس فقط أكثر فعالية من حيث التكلفة في الإنفاق على الموارد ولكن في تحسين مساهمات الموظفين في المطالبات الصحية عالية التكلفة.
درس باحثون من مراكز السيطرة على الأمراض والوقاية منها استراتيجيات للوقاية من أمراض القلب والأوعية الدموية ووجدوا أنه على مدى فترة تتراوح من سنتين إلى خمس سنوات يمكن للشركات التي لديها برامج صحية شاملة في مكان العمل وخطط صحية مناسبة أن تزيد أرباحها ما بين 3 إلى 6 دولارات أمريكية لكل دولار من خلال تقليل احتمالية تعرض الموظف للنوبات القلبية والسكتات الدماغية بالإضافة إلى ذلك  أظهر تقرير عام 2011 الصادر عن المعرض الصحي المباشر والذي حلل ما يزيد عن 50 دراسة تتعلق بصحة الشركات والموظفين  أن عائد الاستثمار على برامج معينة متعلقة بالصحة يتراوح بين 1.17 دولارًا و 6.04 دولارات أمريكية. وفقًا لتصريجات وزارة الصحة والخدمات العليا في ميسوري يمكن أن تؤدي برامج تعزيز الصحة في موقع العمل إلى نسبة فائدة قدرها 3.48 دولارًا أمريكيًا في تكاليف الرعاية الصحية المخفضة و 5.82 دولارًا أمريكيًا في تكاليف التغيب المنخفضة لكل دولار مستثمر ويمكن لبرامج الصحة في موقع العمل تحسين الإنتاجية وزيادة رضا الموظفين وإظهار الاهتمام بالموظفين وتحسين الروح المعنوية في مكان العمل.
يمكن أن تؤثر مشاركة القيادة في برامج العافية على النتائج الصحية للموظفين وكذلك البرامج نفسها حيث أشارت دراسة أجراها ديفيد تشينويث إلى أن المديرين الذين كانوا شغوفين وملتزمين ببرامج العافية لديهم زادوا من مشاركة الموظفين بنسبة 60٪  حتى لو لم تتحقق أهدافهم الصحية حيث لا يتم تكليف القادة فقط بإنشاء الثقافة التنظيمية ولكن أيضًا في تدريب الموظفين وتحفيزهم على المشاركة في هذه الثقافة
وقد تبين أن بعض الموظفين يكرهون بشكل عام هذه البرامج المتطفلة في مواقع العمل.